# Walter Rutherford
Pour les articles homonymes, voir Rutherford.
Walter Rutherford (Newlands (en), Écosse, 6 mai 1870 - Westminster, Royaume-Uni, 9 octobre 1936) est un golfeur britannique. 
En 1900, il remporte une médaille d'argent en golf aux Jeux olympiques de Paris, avec un score de 168 points sur 36 trous. 